# Андрес Рохас
Андрес Хосе Рохас Ногера (12 травня 1984, Богота) — колумбійський футбольний арбітр. Арбітр ФІФА з 2012 року.

## Суддівська кар'єра
Рохас є арбітром Прімери A колумбійської футбольної ліги з лютого 2012 року і вже відсудив понад 215 матчів.
Рохас входить до списку арбітрів ФІФА і судить міжнародні футбольні матчі. Серед іншого, він регулярно судить ігри в Кубку Лібертадорес (26 ігор) і Копа Судамерикана (18 ігор).
Рохас вже двічі був запрошений судити матчі Кубка Америки. На Копа Америка 2019 у Бразилії та Копа Америка 2021 у Бразилії Рохас судив по одній груповій грі.
7 квітня 2021 року Рохас судив перший матч Рекопа Судамерікана 2021 між «Дефенса і Хустісія» та «Палмейрас» (1–2) у Флоренсіо Варела. У липні 2021 року Рохас був дискваліфікований на невизначений термін КОНМЕБОЛ після грубих помилок у грі Копа Лібертадорес разом із відеорефері Дерлісом Лопесом.
Рохас судив дві групові ігри на чемпіонаті Південної Америки U-15 2017 в Аргентині та на чемпіонаті світу U-17 2019 в Бразилії. Він працював відеоарбітром на чемпіонаті світу U-20 2019 у Польщі. Рохас також судив ігри в Категорії Прімери В, Кубок Колумбії, південноамериканські відбіркові матчі до чемпіонату світу 2022 року в Катарі (одна гра), чемпіонату світу 2026 року і товариські матчі.
Рохас родом з Боготи.